# Wulfhilde van Saksen

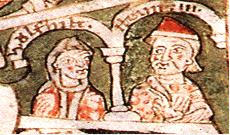
Wulfhilde met Hendrik in de Historia Welforum (12e eeuw).

Wulfhilde van Saksen (1072/1075-Altdorf, 29 december 1126) was de vrouw van hertog Hendrik de Zwarte van Beieren.
Zij was de dochter van hertog Magnus van Saksen en Sophia van Hongarije en oudere zus van Eilika van Saksen. Door haar huwelijk met Hendrik kwamen grote delen van de gebieden van de Billungers in de handen van de Welfen. Zij werd na haar dood begraven in de abdij Weingarten.
Hendrik en Wulfhilde kregen de volgende kinderen:
- Hendrik de Trotse
- Koenraad (ovl. Bari, 17 maart 1126), cisterciënzer monnik, begraven te Molfetta.
- Sophia
- Judith
- Mathilde (-1183), gehuwd met markgraaf Diephold IV van Vohburg (-1130) en met graaf Gebhard III van Sulzbach (-1188).
- Welf VI
- Wulfhilde, gehuwd met Rudolf van Pullendorf, graaf van Bregenz (-1160)

## Voorouders
| Voorouders van Wulfhilde van Saksen | Voorouders van Wulfhilde van Saksen                                          | Voorouders van Wulfhilde van Saksen                                          | Voorouders van Wulfhilde van Saksen                              | Voorouders van Wulfhilde van Saksen                              | Voorouders van Wulfhilde van Saksen                               | Voorouders van Wulfhilde van Saksen                               | Voorouders van Wulfhilde van Saksen                                           | Voorouders van Wulfhilde van Saksen                                           |
| ----------------------------------- | ---------------------------------------------------------------------------- | ---------------------------------------------------------------------------- | ---------------------------------------------------------------- | ---------------------------------------------------------------- | ----------------------------------------------------------------- | ----------------------------------------------------------------- | ----------------------------------------------------------------------------- | ----------------------------------------------------------------------------- |
| Overgrootouders                     | Bernhard II van Saksen (±990–1059) ∞ 1020 Eilika van Schweinfurt (1005-1059) | Bernhard II van Saksen (±990–1059) ∞ 1020 Eilika van Schweinfurt (1005-1059) | Olaf II van Noorwegen (995-1030) ∞ Astrid van Zweden (-)         | Olaf II van Noorwegen (995-1030) ∞ Astrid van Zweden (-)         | Vazul van Hongarije (975-1037) ∞ Katun van Bulgarije (-)          | Vazul van Hongarije (975-1037) ∞ Katun van Bulgarije (-)          | Mieszko II Lambert van Polen (990-1034) ∞ Richeza van Lotharingen (1000-1063) | Mieszko II Lambert van Polen (990-1034) ∞ Richeza van Lotharingen (1000-1063) |
| Grootouders                         | Ordulf van Saksen (1022-1072) ∞ Wulfhilde van Noorwegen (-1071)              | Ordulf van Saksen (1022-1072) ∞ Wulfhilde van Noorwegen (-1071)              | Ordulf van Saksen (1022-1072) ∞ Wulfhilde van Noorwegen (-1071)  | Ordulf van Saksen (1022-1072) ∞ Wulfhilde van Noorwegen (-1071)  | Béla I van Hongarije (1016-1063) ∞ Richezza van Polen (1018-1059) | Béla I van Hongarije (1016-1063) ∞ Richezza van Polen (1018-1059) | Béla I van Hongarije (1016-1063) ∞ Richezza van Polen (1018-1059)             | Béla I van Hongarije (1016-1063) ∞ Richezza van Polen (1018-1059)             |
| Ouders                              | Magnus van Saksen (1045-1106) ∞ Sophia van Hongarije (1044-1095)             | Magnus van Saksen (1045-1106) ∞ Sophia van Hongarije (1044-1095)             | Magnus van Saksen (1045-1106) ∞ Sophia van Hongarije (1044-1095) | Magnus van Saksen (1045-1106) ∞ Sophia van Hongarije (1044-1095) | Magnus van Saksen (1045-1106) ∞ Sophia van Hongarije (1044-1095)  | Magnus van Saksen (1045-1106) ∞ Sophia van Hongarije (1044-1095)  | Magnus van Saksen (1045-1106) ∞ Sophia van Hongarije (1044-1095)              | Magnus van Saksen (1045-1106) ∞ Sophia van Hongarije (1044-1095)              |
| Wulfhilde van Saksen ([1075]-1126)  |                                                                              |                                                                              |                                                                  |                                                                  |                                                                   |                                                                   |                                                                               |                                                                               |